# SL Benfica
Sport Lisboa e Benfica – portugalski wielosekcyjny klub sportowy z siedzibą w Lizbonie, najbardziej utytułowana drużyna w kraju. Drużyna piłkarska Benfiki to pięciokrotny finalista Ligi Mistrzów i dwukrotny zdobywca Pucharu Europy (1961, 1962), trzykrotny finalista Pucharu UEFA, 38-krotny mistrz Portugalii, 26-krotny zdobywca pucharu tego kraju, 8-krotny zdobywca superpucharu oraz 7-krotny triumfator Pucharu Ligi. Zajmuje pierwsze miejsce w klasyfikacji portugalskich klubów piłkarskich według zdobytych tytułów mistrza kraju. Obecnie występuje w Primeira Liga.

## Historia

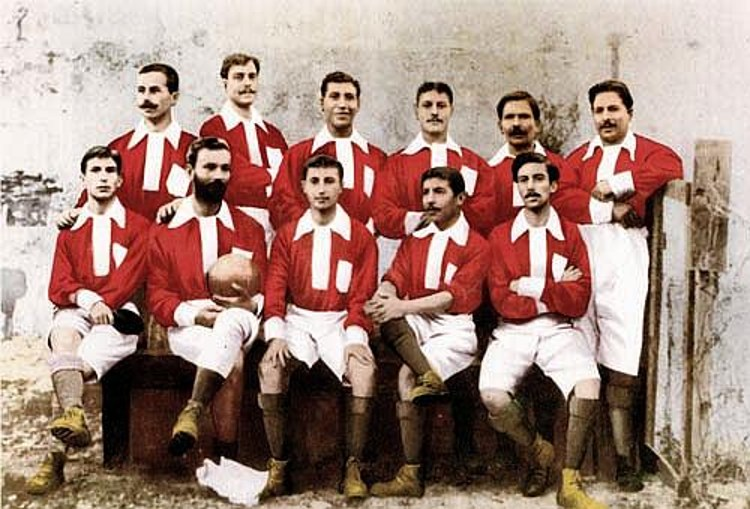
Pierwsza drużyna Benfiki w sezonie 1904-1905

Klub został założony 28 lutego 1904 roku, jako Grupo Sport Lisboa przez Cosmego Damião. Sport Lisboa e Benfica powstał w 1908 z połączenia Grupo Sport Lisboa z Grupo Sport Benfica. W Polsce klub, mimo oficjalnej nazwy Sport Lisboa e Benfica (w skrócie SL Benfica), nazywany jest Benficą Lizbona.
W latach 60. XX wieku klub regularnie występował w finale Pucharu Europy Mistrzów Krajowych, dwa razy odnosząc zwycięstwo. W tych latach drużynę prowadził węgierski trener Béla Guttmann. Jednym z czołowych graczy tamtego okresu był pochodzący z Mozambiku reprezentant Portugalii Eusébio. Obecnie klub posiada również sekcje innych dyscyplin: koszykówki, hokeja na rolkach, futsalu, siatkówki, piłki ręcznej, piłki wodnej, rugby, kolarstwa i lekkoatletyki. Spośród klubów portugalskich Benfica posiada również największą liczbę zarejestrowanych fanów, zarówno w kraju (prawie w każdym mieście działa klub kibica tzw. Casa do Benfica) oraz za granicą.

## Barwy
Od samego początku barwami klubowymi są czerwony i biały. Czerwony kolor miał oznaczać energiczność, pełnię życia i determinację do walki. W takich strojach piłkarze grali od samego założenia klubu, w czerwonych koszulkach i białych spodenkach. Stadion klubu został zaprojektowany z czerwienią jako barwą dominującą. Obecnie piłkarze tego klubu grają w czerwono-białych strojach marki Adidas.

## Stadion

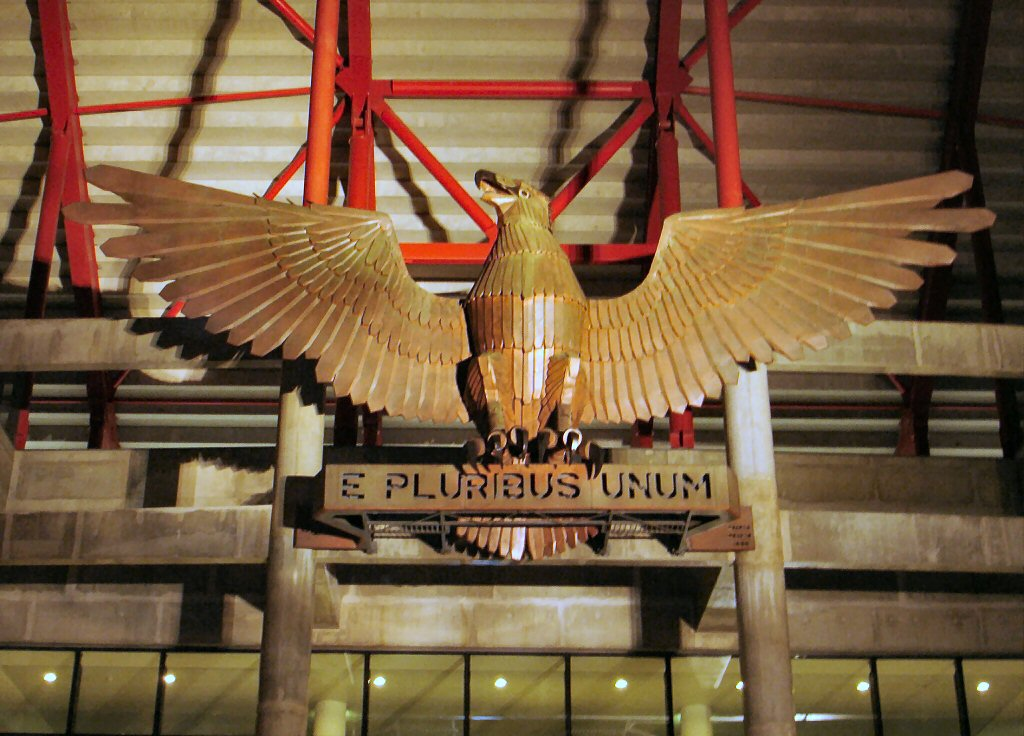
Orzeł – symbol Benfiki przy wejściu na stadion da Luz

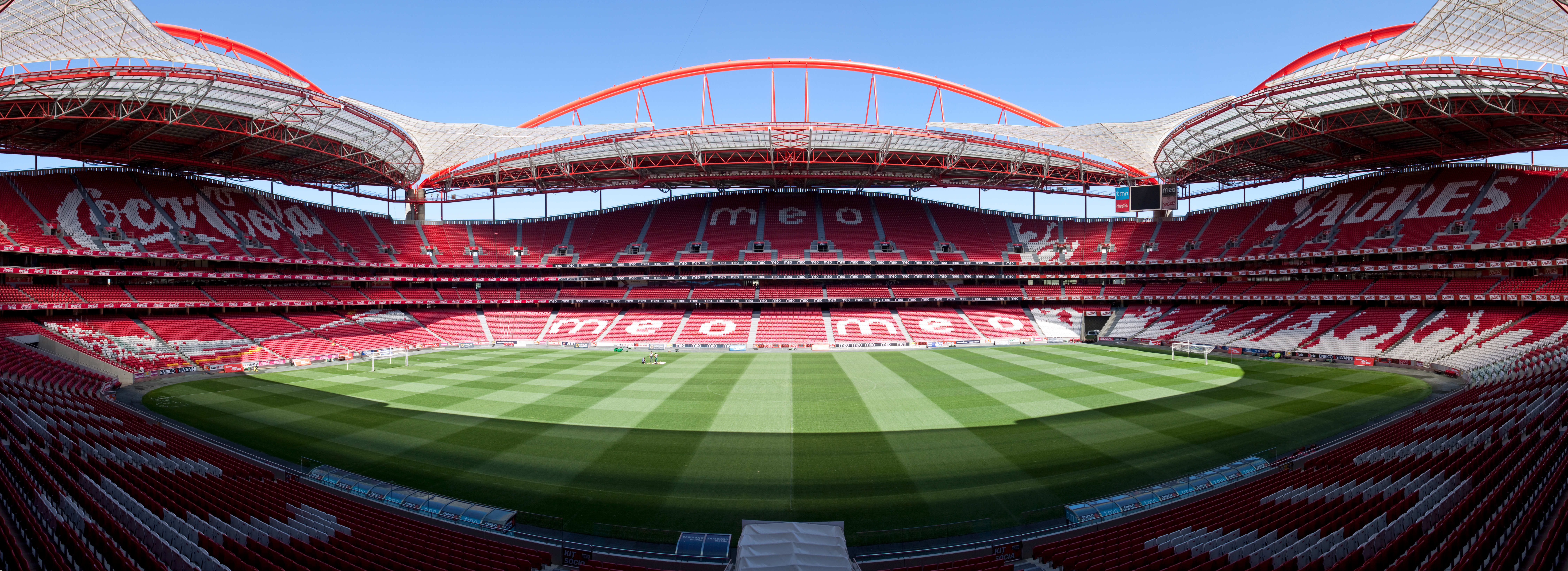
Estádio da Luz

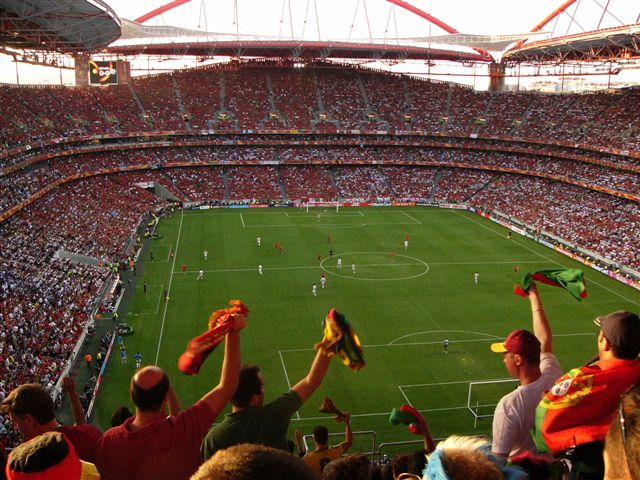
Estádio da Luz podczas meczu

Benfica rozgrywa domowe mecze na Estádio da Luz w Lizbonie liczącym 68 100 miejsc siedzących. Został on wybudowany na Euro 2004. Nazwa Estádio da Luz wywodzi się od rzymskiej prowincji – Luzytanii. Budowa obiektu kosztowała blisko 133 milionów euro, a w inauguracyjnym meczu rozegrano pomiędzy drużynami SL Benfica a Club Nacional de Football. Mecz zakończył się zwycięstwem Benfiki 2-1.

## Sukcesy
- Mistrzostwo Portugalii: 38
  - 1936, 1937, 1938, 1942, 1943, 1945, 1950, 1955, 1957, 1960, 1961, 1963, 1964, 1965, 1967, 1968, 1969, 1971, 1972, 1973, 1975, 1976, 1977, 1981, 1983, 1984, 1987, 1989, 1991, 1994, 2005, 2010, 2014, 2015, 2016, 2017, 2019, 2023[7]
- Puchar Portugalii: 26
  - (1930, 1931, 1935 – jako Campeonato de Portugal), 1940, 1943, 1944, 1949, 1951, 1952, 1953, 1955, 1957, 1959, 1962, 1964, 1969, 1970, 1972, 1980, 1981, 1983, 1985, 1986, 1987, 1993, 1996, 2004, 2014, 2017
- Puchar Ligi: 8
  - 2009, 2010, 2011, 2012, 2014, 2015, 2016, 2025
- Superpuchar Portugalii: 9
  - 1980, 1985, 1989, 2005, 2014, 2016, 2017, 2019, 2023
- Puchar Europy Mistrzów Krajowych: 2
  - 1961, 1962
- Finalista Pucharu Europy Mistrzów Krajowych: 5
  - 1963, 1965, 1968, 1988, 1990
- Finalista Pucharu UEFA: 3
  - 1983, 2013, 2014
- Puchar Łaciński: 1
  - 1950

## Obecny skład
Stan na 6 stycznia 2025
| Nr | Poz. | Piłkarz             |
| -- | ---- | ------------------- |
| 1  | OB   | Anatoliy Trubin     |
| 3  | OB   | Álvaro Carreras     |
| 4  | OB   | António Silva       |
| 6  | OB   | Alexander Bah       |
| 7  | NA   | Zeki Amdouni        |
| 8  | PO   | Fredrik Aursnes     |
| 9  | NA   | Arthur Cabral       |
| 10 | PO   | Orkun Kökçü         |
| 11 | NA   | Ángel Di María      |
| 14 | PO   | Vangelis Pavlidis   |
| 17 | NA   | Kerem Aktürkoğlu    |
| 18 | PO   | Leandro Barreiro    |
| 21 | NA   | Andreas Schjelderup |

| Nr | Poz. | Piłkarz                                            |
| -- | ---- | -------------------------------------------------- |
| 24 | BR   | Samuel Soares                                      |
| 25 | OB   | Gianluca Prestianni                                |
| 30 | OB   | Nicolás Otamendi (kapitan)                         |
| 32 | NA   | Benjamín Rollheiser                                |
| 37 | OB   | Jan-Niklas Beste                                   |
| 44 | OB   | Henrique Araújo                                    |
| 47 | NA   | Tiago Gouveia                                      |
| 61 | PO   | Florentiono Luís                                   |
| 75 | BR   | André Gomes                                        |
| 81 | OB   | Adrian Bajrami                                     |
| 84 | PO   | João Rego                                          |
| 85 | PO   | Renato Sanches (wypożyczony z Paris Saint-Germain) |

### Piłkarze na wypożyczeniu
| Nr | Poz. | Piłkarz                                                      |
| -- | ---- | ------------------------------------------------------------ |
| 28 | PO   | Julian Weigl (w Borussii Mönchengladbach do 30 czerwca 2023) |
|    | OB   | Ferro (w SBV Vitesse do 30 czerwca 2023)                     |
|    | PO   | Sandro Cruz (w GD Chaves do 30 czerwca 2023)                 |
|    | OB   | Tomás Araújo (w Gil Vicente do 30 czerwca 2023)              |

| Nr | Poz. | Piłkarz                                             |
| -- | ---- | --------------------------------------------------- |
|    | PO   | Gabriel Pires (w Botafogo FR do 31 grudnia 2023)    |
|    | PO   | Yony González (w Deportivo Cali do 31 grudnia 2022) |
|    | PO   | Soualiho Meïté (w US Cremonese do 30 czerwca 2023)  |
|    | NA   | Haris Seferović (w Galatasarayu do 30 czerwca 2023) |

### Zastrzeżone numery
| Nr | Poz. | Piłkarz                         |
| -- | ---- | ------------------------------- |
| 29 | PO   | Miklós Fehér (pośmiertny honor) |

## Inne sekcje
Sekcja futsalowa
Drużyna futsalowa Benfiki sześciokrotnie zdobywała mistrzostwo Portugalii, pięciokrotnie Puchar Portugalii, sześciokrotnie Superpuchar Portugalii. Drużyna ta wygrała także UEFA Futsal Cup 2009/2010. W Benfice Lizbona grał m.in. zwycięzca Futsal Awards 2010 Ricardinho.
Sekcja kolarska
Kolarstwo było drugim obok piłki nożnej sportem uprawianym w klubie; oba też znajdują symboliczne odzwierciedlenie w klubowym herbie.
Działającą od 1906 roku sekcję rozwiązano w 1941, następnie reaktywowano w 1947, ponownie rozwiązano w 1978 by reaktywować po raz drugi w 1999. Działała wówczas jedynie przez rok, chociaż w tym czasie jej kolarz, Hiszpan David Plaza, wygrał Volta a Portugal, by powstać już po raz czwarty w 2006.
Sekcja koszykarska
Drużyna koszykarska Benfiki dwudziestokrotnie wygrywała mistrzostwo kraju ligę LCB (w której jednak nie gra od 2007 roku), osiemnastokrotnie puchar kraju, pięciokrotnie puchar ligi i siedmiokrotnie superpuchar.

## Odznaczenia
- 1932  Komandoria Orderu Chrystusa[9]
- 1936  Oficer Orderu Życzliwości (po zmianie nazwy: Order Zasługi)[9]
- 1979  Członek honorowy Orderu Infanta Henryka[9]